# 公子目夷
公子目夷（？—？），子姓，名目夷，字子魚，又称司馬子魚，春秋時代宋國公子，微子之弟宋微仲的十四世孫，宋襄公之庶兄。

## 生平
襄公即位，目夷為司马，又转为左师，执掌国政。兄弟二人「性仁愛」、「留賢德」，行「東宮圖治」，宋國國力有所增強。
前638年，宋與楚戰於泓水（今河南柘城西北），當時楚兵強大，大司馬公孙固勸襄公趁楚人渡水之時截殺之，此時襄公卻大講仁義，要待楚兵渡河列陣才攻擊之；當楚軍上岸時，子魚又勸宋襄公趁楚軍此時陣列尚未成形時襲殺之，襄公再拒絕。結果宋師大敗而回。

## 后代
其子公孙友，曾孙鱼石、鱼府。

## 后世纪念
目夷墓位於微山東峰，墓前立一石碑，乃宋神宗熙寧五年（1072年）徐州知州傅堯俞所立，正面陰刻有篆文：「宋賢目夷君墓」。《左傳·僖公二十二年》輯有《子魚論戰》一文，後被收入《古文觀止》。